# Zygmunt Antoszewski
Zygmunt Władysław Antoszewski (ur. 1925 w Kutach, zm. 27 września 2007 w Cieszynie) –  polski anestezjolog, profesor  nauk medycznych.

## Życiorys
Był absolwentem Śląskiej Akademii Medycznej w Katowicach z roku 1959, w 1966 r. doktoryzował się, w 1975 r. otrzymał habilitację za pracę pt. Aparat śląskie sztuczne płuco-serce i jego metodyczno-kliniczne zastosowanie. W 1986 r. uzyskał tytuł profesora nauk medycznych. Pracował w I Klinice Chirurgii Śląskiej Akademii Medycznej.

## Odznaczenia i wyróżnienia
- Złoty Krzyż Zasługi[2]
- Nagroda Rektora Śląskiej Akademii Medycznej (pięciokrotnie)[2]
- Krzyż Oficerski Orderu Odrodzenia Polski[2]
- Krzyż Kawalerski Orderu Odrodzenia Polski[2]